# Волос, Андрей Германович
Андре́й Ге́рманович Во́лос (род. 4 августа 1955, Сталинабад) — русский писатель.

## Биография
Родился в Сталинабаде (Душанбе) в семье кандидата геолого-минералогических наук Германа Степановича Волоса. Окончил Московский институт нефтехимической и газовой промышленности им. Губкина по специальности «промысловая геофизика» (1977).
Вернулся в Душанбе, где занимался переводами таджикской поэзии. В 1979 году дебютировал собственными стихами в журнале «Памир».
Первая книга, поэтический сборник «Старое Шоссе», вышла в 1988 году.
До 1994 года работал в Москве как геофизик и программист, занимался риэлтерской деятельностью, дважды поступал в Литературный институт.
В 1986 году дебютировал как прозаик, напечатав в журнале первый рассказ, в 1989 году вышел его сборник рассказов и повестей «Команда 22/19».
В 1991 году был принят в Союз писателей СССР.
Первый роман «Хуррамабад» (2000) получил Государственную премию России, а также премии «Антибукер», «Москва-Пенне» и журнала «Знамя».
В романе «Победитель» (2008) писатель воссоздал обстоятельства штурма президентского дворца в Кабуле. Героем романа «Возвращение в Панджруд» (2013) стал великий таджикский и персидский поэт Рудаки.
Произведения переведены на английский, немецкий, монгольский языки.
Член Союза писателей Москвы, ПЕН-клуба и общественного совета журнала «Новый мир». Профессор кафедры литературного мастерства в Литературном институте.
Живёт в Москве.

## Книги

### Романы
- «Хуррамабад», 2000
- «Недвижимость», 2001
- «Маскавская Мекка», 2003
- «Аниматор», 2004[3]
- «Победитель»[4][5], 2008
- «Предатель», 2011
- «Возвращение в Панджруд», 2013
- «Из жизни одноглавого», 2014
- Тетралогия «Судные дни» («Победитель», «Предатель», «Должник», «Кредитор», «Месмерист»), 2016—2017
- «Жизнь Изамбарда Брюнеля, как бы он рассказал её сам», 2017
- «Шапка Шпаковского», 2018
- «Царь Дариан», 2019
- «Облака перемен», 2023

### Сборники рассказов
- «Команда 22/19», 1989
- «Маймун», 2005
- «Таджикские игры», 2005[3]

### Стихи
- «Старое Шоссе», 1988

### Публицистика
- «Судьба Тянитолкая. Литературные сюжеты», 2023[9]

### Вне жанров
- «Алфавита. Книга соответствий», 2007
- «Мешалда. Книга семейных рецептов», 2021[1]

## Премии
- Премия журнала «Крестьянка» (1986)
- Премия журнала «Знамя» (1996, «Хуррамабад»),
- Премия «Москва-Пенне» (1998, «Хуррамабад»)
- Премия «Антибукер» (1998, «Хуррамабад»)
- Государственная премия Российской Федерации (2000, «Хуррамабад»)
- Премия журнала «Новый мир» (2001, «Недвижимость»)
- Премия журнала «Новый мир» (2006, «Алфавита»)
- Премия им. И. А. Бунина (2013, «Возвращение в Панджруд»)
- Премия «Русский Букер» (2013, «Возвращение в Панджруд»)[2][10]
- Премия «Студенческий Букер» (2013, «Возвращение в Панджруд»)
- Премия «Книга года» (2017, «Судные дни»)
- Премия журнала «Дружба Народов» (2021, «Мешалда»)
- Финалист премии «Большая книга» (2006, «Аниматор»[3]; 2007, «Алфавита»; 2009, «Победитель»; 2013, «Возвращение в Панджруд»)[1]

## Интервью
- Парадоксальная мечта (коллективное интервью) (2003)
- Андрей Волос: Писатели не чувствуют урагана в литературе (2007)
- Победитель, который не судит (2009)
- Андрей Волос: Задача литературы не описание, а коммуникация с душой (2013)
- «Я всегда хотел зарабатывать литературой…». Интервью с писателем Андреем Волосом (2021)